# Кункель, Карл-Хайнц
Карл-Хайнц Кункель (нем. Karl-Heinz Kunkel; 4 сентября 1926 — 18 июля 1994) — саарский футболист, нападающий. Выступал за сборную Саара.
Выступал за саарский клуб «Дудвайлер».

## Карьера в сборной
В составе сборной Саара Кункель провёл только одну игру. 3 июня 1956 года он появился на поле в товарищеской встрече против второй сборной Португалии (0:0) и отыграл весь матч. Этот матч стал предпоследним в истории сборной. 1 января следующего года Саар вошёл в состав ФРГ и сборная Саара перестала существовать.